# Enrique Garrán
Enrique Garrán Herráez,  fue un dibujante, ilustrador y caricaturista español. Formó parte del amplio y diverso grupo de artistas vanguardistas del inicio de la década de 1920, que se consolidaría en los años previos a la guerra civil española.
En Madrid, a través de Manuel Abril (para el que ilustraría varios cuentos), se hizo con cierta popularidad con sus caricaturas y dibujos de El Sol, además de publicar trabajos en otros periódicos o revistas como Alfar, Plural, El Heraldo de Madrid o El Imparcial, entre otros. En ese periodo firmaba a veces con el seudónimo de ‘Adolfo Negro’.
En la tertulia “barradiana” de los alfareros, que el uruguayo Rafael Barradas preside en el Gran Café Social y de Oriente de la Glorieta de Atocha, y que también frecuentan Dalí, Buñuel, Jarnés y Maroto, conoce al escultor toledano Alberto, alma de la Escuela de Vallecas, en cuyos futuribles vanguardistas acabaría implicándose.
Participa en la Exposición de la Sociedad de Artistas Ibéricos (1925), y uno de sus dibujos es elegido por el crítico José López Rubio para ilustrar su laudatorio artículo sobre el acontecimiento.
Durante la guerra civil forma parte de un Comité de Taller de ayuda de la  Consejería de Propaganda y Prensa de la Junta de Defensa de Madrid, con Carlos Girón, Manuel Moyano, Pedraza Blanco y Gustavo de la Fuente González, que lo coordina. También colabora en el Altavoz del Frente, para la Sección de Pintura y Dibujo, que dirigieron Aníbal Tejada y Ramón Puyol, junto a otros dibujantes y cartelistas (entre ellos Francisco Mateos, Bartolozzi, Bardasano, José Loygorri, Francisco Sancha o Penagos.
Finalmente, aparece como redactor jefe de Unidad, periódico editado en Murcia, dirigido por Ramón Blasco Blanco, publicado desde septiembre de 1937 hasta marzo de 1939 como portavoz del Partido Comunista.
Tras la derrota republicana, Garrán se exilió en Gran Bretaña, donde trabajó con José Estruch en algunos montajes teatrales para los exiliados vascos en la capital inglesa. También llegó a dar algunas conferencias en 1949 (una de ellas sobre "Pablo Picasso", el 4 de febrero de ese año), en el Instituto Español de Londres.